# Hedera
Hedera L., 1753 è un genere di piante della famiglia delle Araliacee, comprendente circa 20 specie, tra cui la più nota è l'edera comune (Hedera helix).

## Tassonomia
Il genere comprende le seguenti specie:
- Hedera algeriensis Rantonnet ex C.Morren
- Hedera azorica Carrière
- Hedera canariensis Willd.
- Hedera caucasigena Pojark.
- Hedera colchica (K.Koch) K.Koch
- Hedera crebrescens M.Bényei-Himmer & M.Höhn
- Hedera cypria McAll.
- Hedera helix L.
- Hedera hibernica Poit.
- Hedera iberica (McAll.) Ackerf. & J.Wen
- Hedera maderensis K.Koch ex A.Rutherf.
- Hedera maroccana McAll.
- Hedera nepalensis K.Koch
- Hedera pastuchovii Woronow
- Hedera rhizomatifera (McAll.) Jury
- Hedera rhombea (Miq.) Paul
- Hedera × sepulcralis R.H.Marshall & McAll.
- Hedera sinensis (Tobler) Hand.-Mazz.
- Hedera siyuanwukouensis S.S.Ying
- Hedera × soroksarensis M.Bényei-Himmer & M.Höhn
- Hedera taurica (Hibberd) Carrière

## Tradizione e mitologia
L'edera è uno dei simboli arcaici di Dioniso, chiamato anche kissos in greco che è anche il nome della pianta. Il legame tra il dio e la pianta è ricordato da due racconti mitologici. Nel primo Dioniso viene abbandonato dalla madre Semele, ed egli si rifugia sotto un'edera da cui prenderà il nome. Nel secondo mito si dice che Kissos era figlio di Dioniso e che un giorno il giovane morendo venne trasformato per pietà dalla dea Gea nella pianta che da allora ne porta il nome. Dioniso era rappresentato con una corona di edera in testa mentre il tirso, un bastone nodoso, era avvolto dalle sue foglie. Siccome Bacco era considerato il dio del trasporto mistico ma anche di quello amoroso, l'edera divenne un simbolo di passione (la passione che brucia così come la pianta che secca l'albero che avvolge); così anche in India dove l'edera è considerata emblema della concupiscenza.
Nell'antica Grecia nei banchetti solenni si portavano corone di edera, poiché le foglie erano ritenute capaci di risvegliare l'entusiasmo bacchico e di rinfrescare il cervello. L'edera è anche simbolo di fedeltà e amicizia, perché non può sostenersi senza essere appoggiata a qualcosa. Le raffigurazioni di edera sui sarcofagi protocristiani e negli affreschi delle catacombe, è da intendersi come accenno all'unione fedele e alla vita eterna.
Un'usanza ancora praticata qualche decennio fa vedeva appendere frasche d'edera sull'uscio delle cantine per segnalare la mescita del vino, donato dal dio dell'ebbrezza agli uomini.

## Coltivazione
Le specie coltivate come piante ornamentali sono varietà e ibridi ottenuti da Hedera helix a foglie variegate o da Hedera canariensis a foglie più grandi.
Desidera posizioni fresche ai mezz'ombra o ombra, (come muri rivolti a Nord), terriccio di bosco leggero, ricco di humus, non necessita di cure particolari; per mantenere una forma compatta necessita di potature in primavera. La moltiplicazione avviene facilmente per semina o talea.

## Proprietà medicinali
Tutti i derivati dell'edera sono velenosi e da usarsi con estrema cautela, soprattutto nei bambini o in soggetti defedati.
L'edera è un arbusto assolutamente non commestibile in nessuna parte. Si usano le foglie per decotti, mentre i frutti sono velenosi. I principi attivi sono ederina, flavonoidi, ederagenina, acido clorogenico.
- L'infuso di foglie raccolte in estate e fatte seccare lentamente, ha proprietà emmenagoghe, balsamiche ed espettoranti.
- Le foglie fresche pestate o ridotte in succo applicate per uso esterno sono detersive, antireumatiche, antinevralgiche.
- Il decotto di foglie fresche viene utilizzato per bagni antireumatici, per la nevrite e l'artrite.
- La pomata (ottenuta con il 15% di prodotto secco polverizzato e il restante 85% da grasso) viene usata per frizioni antidolorifiche.
- L'infuso di una manciata di foglie in circa due litri d'acqua, può essere usato dopo lo shampoo come trattamento per rendere i capelli più scuri e lucidi.
- Il succo o il decotto delle bacche velenose, raccolte dall'inverno alla primavera, ha proprietà purgative, emetiche, antibiliari, sudorifere.

Il decotto di foglie di edera era usato nelle zone rurali per il lavaggio degli indumenti di lana.